# Dongbao (Jingmen)
Dongbao (chiń. upr. 东宝区; chiń. trad. 東寶區; pinyin Dōngbǎo Qū) – dzielnica w północno-zachodniej części prefektury miejskiej Jingmen w prowincji Hubei w Chińskiej Republice Ludowej. Liczba mieszkańców dzielnicy w 2010 roku wynosiła 360984.